# 重庆市永川北山中学校
重庆市永川北山中学校，位于重庆市永川区北山，与桂山公园隔墙相望。被誉为渝系园林式名校，最新的教学楼教师配备了多媒体，位于香樟树林内。

## 历史
前身为中华民国重庆市国立十六中。接近现貌的北山中学于1975年被创建，初为永川县第十中学，1992年永川县撤县建市，1997年3月14日重庆被批准设立为中国第四个中央直辖市，北山中学改名为“重庆市永川北山中学”。

## 相关链接
- 北山中学主页 （页面存档备份，存于）
- 新华网重庆永川市北山中学页 （页面存档备份，存于）